# Ilse van der Zanden
Ilse van der Zanden (Deurne, 25 juli 1995) is een voetbalspeelster uit Nederland. Ze speelt als verdediger voor ACF Fiorentina en het Nederlands elftal.

## Clubcarrière
Van der Zanden speelde in haar jeugdjaren voor ZSV Zeilberg uit haar geboortedorp Deurne. Vervolgens maakt ze deel uit van CTO Amsterdam alvorens ze de overstap maakt naar Telstar. In Velsen-Zuid speelde Van der Zanden één seizoen in de Women's BeNe League en één seizoen in de Vrouwen Eredivisie. Door blessureleed deed ze in 2017 een stapje terug en vervolgens speelde ze jarenlang voor de amateurs van DTS Ede.
In 2023 tekende Van der Zanden een contract bij FC Utrecht waarmee ze haar rentree maakte in de Vrouwen Eredivisie in het seizoen 2023/24.
Op 10 september 2023 maakte Van der Zanden haar debuut voor FC Utrecht in een thuiswedstrijd tegen Feyenoord door in de basis te starten. Op 13 maart 2024 tekende Van der Zanden een nieuwe verbintenis die haar tot medio 2025 aan de club uit de Domstad verbonden houdt. FC Utrecht maakte op 17 mei 2025, na de laatste eredivisiewedstrijd van het seizoen 2024/25 tegen PEC Zwolle, bekend dat Van der Zanden de club ging verlaten.
Van der Zanden maakte de overstap naar het Italiaanse ACF Fiorentina.

## Statistieken
| Seizoen | Club       | Competitie          | Competitie | Competitie | Beker | Beker | Overig | Overig | Totaal | Totaal |
| Seizoen | Club       | Competitie          | Wed.       | Dlp.       | Wed.  | Dlp.  | Wed.   | Dlp.   | Wed.   | Dlp.   |
| ------- | ---------- | ------------------- | ---------- | ---------- | ----- | ----- | ------ | ------ | ------ | ------ |
| 2014/15 | Telstar    | Women's BeNe League | 11         | 2          | 0     | 0     | 0      | 0      | 11     | 2      |
| 2015/16 | Telstar    | Eredivisie          | 8          | 0          | 0     | 0     | 0      | 0      | 8      | 0      |
| 2023/24 | FC Utrecht | Eredivisie          | 21         | 0          | 2     | 0     | 0      | 0      | 23     | 0      |
| 2024/25 | FC Utrecht | Eredivisie          | 21         | 3          | 1     | 0     | 0      | 0      | 22     | 3      |
| Totaal  | Totaal     | Totaal              | 61         | 5          | 3     | 1     | 0      | 0      | 64     | 6      |

Bijgewerkt t/m 3 juli 2025.

## Interlandcarrière
Van der Zanden is jeugdinternational geweest van Nederland onder 15, Nederland onder 16, Nederland onder 17 en Nederland onder 19.
Op 27 mei 2024 werd Van der Zanden, na afzeggingen van Caitlin Dijkstra, Lize Kop en Romée Leuchter, voor het eerst opgeroepen voor het Nederlands elftal. Op 25 oktober 2024 maakte ze haar debuut door in de 61ste minuut in te vallen voor Esmee Brugts tegen Indonesië . In deze wedstrijd boekte het  Nederlandse elftal een recordzege van 15-0 op het Aziatische land.